# Palythoa australiae
Palythoa australiae är en korallart som beskrevs av Oscar Henrik Carlgren 1937. Palythoa australiae ingår i släktet Palythoa och familjen Zoanthidae. Inga underarter finns listade i Catalogue of Life.